# Mazi (socken)
Mazi (kinesiska: 麻孜乡, 麻孜) är en socken i Kina. Den ligger i provinsen Sichuan, i den sydvästra delen av landet, omkring 290 kilometer väster om provinshuvudstaden Chengdu. Antalet invånare är 3 805. Befolkningen består av 1 988 kvinnor och 1 817 män. Barn under 15 år utgör 22,0 %, vuxna 15-64 år 71 %, och äldre över 65 år 5,0 %.
Genomsnittlig årsnederbörd är 1 138 millimeter. Den regnigaste månaden är juni, med i genomsnitt 253 mm nederbörd, och den torraste är december, med 5 mm nederbörd.